# ساجيم
ساجيم وهي اختصار ل (Société d’Applications Générales de l’Électricité et de la Mécanique، وتترجم إلي شركة التطبيقات العامة للكهرباء والميكانيكا) ، كانت الشركة الفرنسية الرئيسية المشاركة في مجال الإلكترونيات الدفاعية والإلكترونيات الإستهلاكية وأنظمة الاتصالات.
في عام 2005، إندمجت ساجيم وسنيكما لتشكيل سافران ، ترتكز الشركتان بشكل أساسي علي الطيران والدفاع والأمن، الاتصالات وأعمال الهواتف النقالة ليست جزء من مجموعة سافران ، بل يشكلوا ساجيمكوم وموبيوير .

## روابط خارجية
- الموقع الرسمي لساجيم نسخة محفوظة 29 مايو 2016 على موقع واي باك مشين.
- الموقع الرسمي للأمن الدفاعي لساجيم